# Ивайло Чорбов
Ивайло Георгиев Чорбов е български адвокат и политик от партия „Възраждане“. Народен представител в XLVIII народно събрание.

## Биография
Ивайло Чорбов е роден на 7 април 1976 г. в град София, Народна република България. 

## Политическа дейност
През декември 2023 г. участва в защитата на паметникът на Съветската армия в София, стига до цинични псувни с протестиращи.

### Местни избори през 2019 г.
На местните избори през 2019 г. е кандидат за кмет от партия „Възраждане“ на столичния район „Витоша“.

### Парламентарни избори през 2022 г.
На парламентарните избори през 2022 г. е кандидат за народен представител от листата на партия „Възраждане“, 4-ти в 24 МИР София. Става народен представител, след като избраният Деян Николов се отказва по лични причини.